# Sauvelade
Sauvelade ist eine französische Gemeinde mit 276 Einwohnern (Stand 1. Januar 2022) im Département Pyrénées-Atlantiques in der Region Nouvelle-Aquitaine. Sie gehört zum Kanton Le Cœur de Béarn (bis 2015: Kanton Lagor).
An der Abtei im Ort führt der Fernwanderweg GR 65 vorbei. Er folgt weitgehend dem historischen Verlauf des französischen Jakobsweges Via Podiensis.

## Geografie und Verkehr
Sauvelade liegt im Südwesten Frankreichs im nördlichen Pyrenäen-Vorland. Der Ort gehört zum historischen Gebiet des Béarn, das an das französische Baskenland angrenzt. Der Ort liegt inmitten bewaldeter Hügelketten und bietet Ausblick auf die Pyrenäengipfel. Die nächste Stadt ist Orthez, die man in nördlicher Richtung über die Route D275 - D947 nach circa 14 Straßenkilometern erreicht.
Die nächsten französischen Großstädte sind Toulouse (174 km) im Osten und  Bordeaux (161 km) im Norden.
 Das Gemeindegebiet wird vom Fluss Laâ durchquert.

## Geschichte
Der Name Sauvelade leitet sich aus dem lateinischen Begriff silva lata (großer Wald) ab. Das Kloster Sauvelade wurde 1127 von Benediktinermönchen gegründet, nachdem ihnen das Land durch eine Schenkung des Grafen Gaston IV. von Béarn übereignet worden war. Anfangs (vor 1286) trug die Abtei den Namen Saint-Jacques, um zu zeigen, dass sie dem Schutz der Jakobspilger diente.
Ab 1286 wird das Kloster durch die Zisterzienser weitergeführt. In den Religionskriegen wird das Kloster 1569 von protestantischen Truppen, unter Führung von Graf Montgomery, verwüstet. 1630 wird das Gebiet im Zuge der Gegenreformation wieder römisch-katholisch. Während der Französischen Revolution werden die Mönche endgültig vertrieben und die Abtei als nationales Eigentum verkauft.

## Jakobsweg (Via Podiensis)
Seit dem 12. Jahrhundert betreut die Abtei von Sauvelade die vorbeiziehenden Jakobspilger. Auch heute befinden sich im Klosterkomplex eine Pilgerherberge (französisch: Gîte d'étape) und ein Restaurant. Darüber hinaus bietet der Ort einige Privatzimmer (französisch: Chambre d'hôtes). Der weitere Weg führt durch die Hügelketten des Pyrenäenvorlandes. Immer wieder queren Bachläufe, was zu einem ständigen auf und ab führt, bevor die Stadt Navarrenx erreicht wird. Nach Navarrenx führt als Straßenverbindung die Route D110, D111.

## Kultur und Wirtschaft

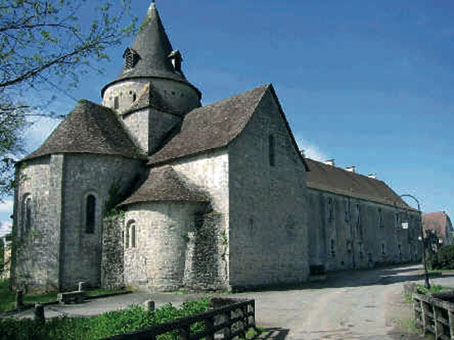
Apsis der Abteikirche

- In Sauvelade gibt es die typischen Bauernhöfe des Béarn, in denen die Wirtschaftsgebäude um einen zentralen Innenhof angeordnet sind.
- Die zur Abtei gehörende Kirche aus dem 13. Jahrhundert ist im Stil der Zisterzienser einfach und schlicht gehalten. Sie hat allerdings einen seltenen Grundriss in Form eines griechischen Kreuzes. Im Inneren befinden sich korinthische Säulen mit gallo-römischen Inschriften.

Ein großer Teil der Bevölkerung arbeitet in der Landwirtschaft und Viehzucht. Es wird vor allem Mais angebaut. Der Ort liegt im Gebiet der geschützten Ursprungsbezeichnung (Appellation d’Origine Contrôlée (AOC)) von Béarn.